# Senegal en los Juegos Olímpicos de Londres 2012
Senegal estuvo representado en los Juegos Olímpicos de Londres 2012 por un total de 31 deportistas, 24 hombres y 7 mujeres, que compitieron en 8 deportes.
La portadora de la bandera en la ceremonia de apertura fue la yudoca Hortence Diédhiou. El equipo olímpico senegalés no obtuvo ninguna medalla en estos Juegos.